# Демократско назадовање
Демократско назадовање, такође демократска ерозија или ерозија демократије,  у политичким наукама описује умањивање демократије у једном друштву. Ово умањивање је узроковано ослабљивањем или укидањем од стране власти политичких институција које одржавају демократски систем, као што су слободни избори, мирна транзиција власти, слобода говора и медија, владавина права. Ове суштинске компоненте демократије могу бити угрожене на разне начине; према томе, у друштву може доћи до демократског назадовања различитим путевима.

## Манифестације
Демократско назадовање настаје када суштинске компоненте демократије бивају угрожене. Оне могу бити угрожене на разне начине, те до демократског назадовања у друштву може доћи на различите начине. Јавни облици демократског назадовања, попут отвореног државног удара или преваре на дан избора, су постали мање чести од краја Хладног рата, док су суптилнији облици постали чешћи. Ови суптилнији облици демократског назадовања се састоје у постепеном ослабљивању и корупцији демократских институција изнутра. Овакво назадовање је посебно опасно по демократију када га легитимишу исте институције које треба да омогућавају демократију у друштву.

### Примери
Примери демократског одступања укључују:
- Ограничавање и поништавање слободних и поштених избора ;[5]
- Ограничавање и поништавање либералних права на слободу говора , штампе[7] и удруживања;
- Нарушавње опозиционе делатности или укидање политичке опозиције ; ограничавање или укидање могућности политичке опозиције да изазове владу, позове је на одговорност и да постоји као алтернатива тренутном режиму;
- Ослабљивање владавине права (тј. правног и судског ограничења власти); угрожавање независности судства или независних радних позиција у државној управи;[8]
- Стварање или пренаглашавање осећаја претње националној безбедности, што даје право на нападање и ограничавање делатности критичара и браниоца демократских институција у патриотске сврхе, као и на укидање права грађана који се сматрају делом ове претње (нпр. грађанима етничких или културних мањина).

Последњи од горе наведених примера је у посебној мери повезан са политичким популизмом. Популизам је у последње време запажен као једна од водећих сила демократског назадовања, поготову у европском контексту.

## Распрострањеност и трендови

### Србија и Црна Гора
У годишњем извештају „Државе у транзицији“ америчке невладине организације Фридом хаус од маја 2020. године саопштено је да због демократског назадовања, земље Србија и Црна Гора више нису демократије (како су биле категорисане од 2003. године), већ да су од 2019. „хибридни режими“ (чија се државна структура налази између демократије и чистих аутократије). Као потврда овоме, у извештају се наводе тредови који трају већ неколико година: све веће заробљавање државе, злоупотреба моћи и „тактике моћника“ које примењују председник Србије Александар Вучић и председник Црне Горе Мило Ђукановић.